# Tour Colombia 2020
Tour Colombia 2020 var den 3. udgave af det colombianske landevejscykelløb. Løbet foregik i perioden 11. til 16. februar 2020. Løbet var en del af UCI America Tour 2020 og var i kategorien 2.1. Den samlede vinder blev colombianske Sergio Higuita fra EF Pro Cycling.

## Hold
| UCI WorldTeams (6)- Deceuninck-Quick Step - EF Pro Cycling - Israel Start-Up Nation - Movistar Team - Ineos - UAE Team Emirates UCI ProTeams (6)- Androni Giocattoli-Sidermec - Bardiani CSF Faizanè - Rally Cycling - Uno-X Norwegian Development - Vini Zabù-KTM - Team Novo Nordisk UCI Kontinentalhold (10)- Colombia Tierra de Atletas-GW Bicicletas - EPM-Scott - Equipo Continental Supergiros - Equipo Continental Orgullo Paisa - Medellín - Efapel - Agrupación Virgen de Fátima-SaddleDrunk - Team Illuminate - Canel's Pro Cycling - Amore & Vita-Prodir Landshold (5)- Brasilien - Colombia - Ecuador - Venezuela - Rusland |
| |

### Danske ryttere
- Mikkel Frølich Honoré kørte for Deceuninck-Quick Step

## Etaperne
| Etape    | Dato     | Start – Mål                   | type              | Afstand (km) | Etapevinder      | Førende rytter   |
| -------- | -------- | ----------------------------- | ----------------- | ------------ | ---------------- | ---------------- |
| 1. etape | 11. feb. | Tunja – Tunja                 | holdtidskørsel    | 16,7         | EF Pro Cycling   | Jonathan Caicedo |
| 2. etape | 12. feb. | Paipa – Duitama               | flad etape        | 152,4        | Sebastián Molano | Jonathan Caicedo |
| 3. etape | 13. feb. | Paipa – Sogamoso              | kuperet etape     | 177          | Sebastián Molano | Jonathan Caicedo |
| 4. etape | 14. feb. | Paipa – Santa Rosa de Viterbo | kuperet etape     | 169          | Sergio Higuita   | Sergio Higuita   |
| 5. etape | 15. feb. | Paipa – Zipaquirá             | middel bjergetape | 174,9        | Sebastián Molano | Sergio Higuita   |
| 6. etape | 16. feb. | Zipaquirá – Alto El Verjón    | bjergetape        | 121,8        | Daniel Martínez  | Sergio Higuita   |

### 1. etape
| Tunja - Tunja | holdtidskørsel | (16,7 km) |

| \| Etaperesultat \| Etaperesultat \| Etaperesultat \| Etaperesultat \| Etaperesultat \| Etaperesultat \| \| Hold \| Hold \| Tid \| Tidsforskel \| Gns. fart \| \| \| ------------- \| --------------------------- \| ------------- \| ------------- \| ------------- \| ------------- \| \| 1. \| EF Pro Cycling \| 18' 01" \| 0" \| 55.615 km/t \| \| \| 2. \| Deceuninck-Quick Step \| 18' 46" \| + 45" \| 53.393 km/t \| \| \| 3. \| Ineos \| 18' 47" \| + 46" \| 53.345 km/t \| \| \| 4. \| Rally Cycling \| 19' 00" \| + 59" \| 52.737 km/t \| \| \| 5. \| UAE Team Emirates \| 19' 01" \| + 1' 00" \| 52.691 km/t \| \| \| 6. \| EPM-Scott \| 19' 01" \| + 1' 00" \| 52.691 km/t \| \| \| 7. \| Movistar Team \| 19' 03" \| + 1' 02" \| 52.598 km/t \| \| \| 8. \| Israel Start-Up Nation \| 19' 22" \| + 1' 21" \| 51.738 km/t \| \| \| 9. \| Medellín \| 19' 23" \| + 1' 22" \| 51.694 km/t \| \| \| 10. \| Uno-X Norwegian Development \| 19' 33" \| + 1' 32" \| 51.253 km/t \| \| |                             |         |             |             |
| |                             |         |             |             |
| Kilde: ProCyclingStats |                             |         |             |             |
| Etaperesultat |                             |         |             |             |
| Hold | Hold                        | Tid     | Tidsforskel | Gns. fart   |
| 1. | EF Pro Cycling              | 18' 01" | 0"          | 55.615 km/t |
| 2. | Deceuninck-Quick Step       | 18' 46" | + 45"       | 53.393 km/t |
| 3. | Ineos                       | 18' 47" | + 46"       | 53.345 km/t |
| 4. | Rally Cycling               | 19' 00" | + 59"       | 52.737 km/t |
| 5. | UAE Team Emirates           | 19' 01" | + 1' 00"    | 52.691 km/t |
| 6. | EPM-Scott                   | 19' 01" | + 1' 00"    | 52.691 km/t |
| 7. | Movistar Team               | 19' 03" | + 1' 02"    | 52.598 km/t |
| 8. | Israel Start-Up Nation      | 19' 22" | + 1' 21"    | 51.738 km/t |
| 9. | Medellín                    | 19' 23" | + 1' 22"    | 51.694 km/t |
| 10. | Uno-X Norwegian Development | 19' 33" | + 1' 32"    | 51.253 km/t |

| \| Samlede stilling \| Samlede stilling \| Samlede stilling \| Samlede stilling \| Samlede stilling \| \| Rytter \| Rytter \| Hold \| Tid \| \| \| ---------------- \| ------------------ \| --------------------- \| ---------------- \| ---------------- \| \| 1. \| Jonathan Caicedo \| EF Pro Cycling \| 18' 01" \| \| \| 2. \| Sergio Higuita \| EF Pro Cycling \| + 0" \| \| \| 3. \| Daniel Martínez \| EF Pro Cycling \| + 0" \| \| \| 4. \| Tejay van Garderen \| EF Pro Cycling \| + 0" \| \| \| 5. \| Lawson Craddock \| EF Pro Cycling \| + 9" \| \| \| 6. \| Julian Alaphilippe \| Deceuninck-Quick Step \| + 45" \| \| \| 7. \| Bob Jungels \| Deceuninck-Quick Step \| + 45" \| \| \| 8. \| Jannik Steimle \| Deceuninck-Quick Step \| + 45" \| \| \| 9. \| Bert Van Lerberghe \| Deceuninck-Quick Step \| + 45" \| \| \| 10. \| Egan Bernal \| Team Ineos \| + 46" \| \| |                    |                       |         |
| |                    |                       |         |
| Kilde: ProCyclingStats |                    |                       |         |
| Samlede stilling |                    |                       |         |
| Rytter | Rytter             | Hold                  | Tid     |
| 1. | Jonathan Caicedo   | EF Pro Cycling        | 18' 01" |
| 2. | Sergio Higuita     | EF Pro Cycling        | + 0"    |
| 3. | Daniel Martínez    | EF Pro Cycling        | + 0"    |
| 4. | Tejay van Garderen | EF Pro Cycling        | + 0"    |
| 5. | Lawson Craddock    | EF Pro Cycling        | + 9"    |
| 6. | Julian Alaphilippe | Deceuninck-Quick Step | + 45"   |
| 7. | Bob Jungels        | Deceuninck-Quick Step | + 45"   |
| 8. | Jannik Steimle     | Deceuninck-Quick Step | + 45"   |
| 9. | Bert Van Lerberghe | Deceuninck-Quick Step | + 45"   |
| 10. | Egan Bernal        | Team Ineos            | + 46"   |

### 2. etape
| Paipa - Duitama | flad etape | (152,4 km) |

| \| Etaperesultat \| Etaperesultat \| Etaperesultat \| Etaperesultat \| Etaperesultat \| \| Rytter \| Rytter \| Hold \| Tid \| \| \| ------------- \| ----------------- \| ----------------------------- \| ------------- \| ------------- \| \| 1. \| Sebastián Molano \| UAE Team Emirates \| 3t 12' 09" \| \| \| 2. \| Álvaro Hodeg \| Deceuninck-Quick Step \| + 0" \| \| \| 3. \| Itamar Einhorn \| Israel Start-Up Nation \| + 0" \| \| \| 4. \| Jhonatan Restrepo \| Androni Giocattoli-Sidermec \| + 0" \| \| \| 5. \| Edwin Ávila \| Israel Start-Up Nation \| + 0" \| \| \| 6. \| Bryan Gómez \| Equipo Continental Supergiros \| + 0" \| \| \| 7. \| Colin Joyce \| Rally Cycling \| + 0" \| \| \| 8. \| Marco Benfatto \| Bardiani CSF Faizanè \| + 0" \| \| \| 9. \| Julián Molano \| \| + 0" \| \| \| 10. \| Félix Barón \| Illuminate \| + 0" \| \| |                   |                               |            |
| |                   |                               |            |
| Kilde: ProCyclingStats |                   |                               |            |
| Etaperesultat |                   |                               |            |
| Rytter | Rytter            | Hold                          | Tid        |
| 1. | Sebastián Molano  | UAE Team Emirates             | 3t 12' 09" |
| 2. | Álvaro Hodeg      | Deceuninck-Quick Step         | + 0"       |
| 3. | Itamar Einhorn    | Israel Start-Up Nation        | + 0"       |
| 4. | Jhonatan Restrepo | Androni Giocattoli-Sidermec   | + 0"       |
| 5. | Edwin Ávila       | Israel Start-Up Nation        | + 0"       |
| 6. | Bryan Gómez       | Equipo Continental Supergiros | + 0"       |
| 7. | Colin Joyce       | Rally Cycling                 | + 0"       |
| 8. | Marco Benfatto    | Bardiani CSF Faizanè          | + 0"       |
| 9. | Julián Molano     |                               | + 0"       |
| 10. | Félix Barón       | Illuminate                    | + 0"       |

| \| Samlede stilling \| Samlede stilling \| Samlede stilling \| Samlede stilling \| Samlede stilling \| \| Rytter \| Rytter \| Hold \| Tid \| \| \| ---------------- \| ------------------ \| --------------------- \| ---------------- \| ---------------- \| \| 1. \| Jonathan Caicedo \| EF Pro Cycling \| 3t 30' 10" \| \| \| 2. \| Sergio Higuita \| EF Pro Cycling \| + 0" \| \| \| 3. \| Daniel Martínez \| EF Pro Cycling \| + 0" \| \| \| 4. \| Tejay van Garderen \| EF Pro Cycling \| + 0" \| \| \| 5. \| Lawson Craddock \| EF Pro Cycling \| + 9" \| \| \| 6. \| Bert Van Lerberghe \| Deceuninck-Quick Step \| + 45" \| \| \| 7. \| Jannik Steimle \| Deceuninck-Quick Step \| + 45" \| \| \| 8. \| Egan Bernal \| Team Ineos \| + 46" \| \| \| 9. \| Richard Carapaz \| Team Ineos \| + 46" \| \| \| 10. \| Jhonatan Narváez \| Team Ineos \| + 46" \| \| |                    |                       |            |
| |                    |                       |            |
| Kilde: ProCyclingStats |                    |                       |            |
| Samlede stilling |                    |                       |            |
| Rytter | Rytter             | Hold                  | Tid        |
| 1. | Jonathan Caicedo   | EF Pro Cycling        | 3t 30' 10" |
| 2. | Sergio Higuita     | EF Pro Cycling        | + 0"       |
| 3. | Daniel Martínez    | EF Pro Cycling        | + 0"       |
| 4. | Tejay van Garderen | EF Pro Cycling        | + 0"       |
| 5. | Lawson Craddock    | EF Pro Cycling        | + 9"       |
| 6. | Bert Van Lerberghe | Deceuninck-Quick Step | + 45"      |
| 7. | Jannik Steimle     | Deceuninck-Quick Step | + 45"      |
| 8. | Egan Bernal        | Team Ineos            | + 46"      |
| 9. | Richard Carapaz    | Team Ineos            | + 46"      |
| 10. | Jhonatan Narváez   | Team Ineos            | + 46"      |

### 3. etape
| Paipa - Sogamoso | kuperet etape | (177 km) |

| \| Etaperesultat \| Etaperesultat \| Etaperesultat \| Etaperesultat \| Etaperesultat \| \| Rytter \| Rytter \| Hold \| Tid \| \| \| ------------- \| ------------------ \| --------------------------- \| ------------- \| ------------- \| \| 1. \| Sebastián Molano \| UAE Team Emirates \| 3t 57' 00" \| \| \| 2. \| Edwin Ávila \| Israel Start-Up Nation \| + 0" \| \| \| 3. \| Álvaro Hodeg \| Deceuninck-Quick Step \| + 0" \| \| \| 4. \| Julián Molano \| \| + 0" \| \| \| 5. \| Jhonatan Restrepo \| Androni Giocattoli-Sidermec \| + 0" \| \| \| 6. \| Umberto Marengo \| Vini Zabù-KTM \| + 0" \| \| \| 7. \| Bert Van Lerberghe \| Deceuninck-Quick Step \| + 0" \| \| \| 8. \| Travis McCabe \| Israel Start-Up Nation \| + 0" \| \| \| 9. \| Richard Carapaz \| Team Ineos \| + 0" \| \| \| 10. \| Idar Andersen \| Uno-X Norwegian Development \| + 0" \| \| |                    |                             |            |
| |                    |                             |            |
| Kilde: ProCyclingStats |                    |                             |            |
| Etaperesultat |                    |                             |            |
| Rytter | Rytter             | Hold                        | Tid        |
| 1. | Sebastián Molano   | UAE Team Emirates           | 3t 57' 00" |
| 2. | Edwin Ávila        | Israel Start-Up Nation      | + 0"       |
| 3. | Álvaro Hodeg       | Deceuninck-Quick Step       | + 0"       |
| 4. | Julián Molano      |                             | + 0"       |
| 5. | Jhonatan Restrepo  | Androni Giocattoli-Sidermec | + 0"       |
| 6. | Umberto Marengo    | Vini Zabù-KTM               | + 0"       |
| 7. | Bert Van Lerberghe | Deceuninck-Quick Step       | + 0"       |
| 8. | Travis McCabe      | Israel Start-Up Nation      | + 0"       |
| 9. | Richard Carapaz    | Team Ineos                  | + 0"       |
| 10. | Idar Andersen      | Uno-X Norwegian Development | + 0"       |

| \| Samlede stilling \| Samlede stilling \| Samlede stilling \| Samlede stilling \| Samlede stilling \| \| Rytter \| Rytter \| Hold \| Tid \| \| \| ---------------- \| ------------------ \| --------------------- \| ---------------- \| ---------------- \| \| 1. \| Jonathan Caicedo \| EF Pro Cycling \| 7t 27' 10" \| \| \| 2. \| Sergio Higuita \| EF Pro Cycling \| + 0" \| \| \| 3. \| Daniel Martínez \| EF Pro Cycling \| + 0" \| \| \| 4. \| Tejay van Garderen \| EF Pro Cycling \| + 0" \| \| \| 5. \| Sebastián Molano \| UAE Team Emirates \| + 40" \| \| \| 6. \| Bert Van Lerberghe \| Deceuninck-Quick Step \| + 45" \| \| \| 7. \| Jannik Steimle \| Deceuninck-Quick Step \| + 45" \| \| \| 8. \| Richard Carapaz \| Team Ineos \| + 46" \| \| \| 9. \| Egan Bernal \| Team Ineos \| + 46" \| \| \| 10. \| Jhonatan Narváez \| Team Ineos \| + 46" \| \| |                    |                       |            |
| |                    |                       |            |
| Kilde: ProCyclingStats |                    |                       |            |
| Samlede stilling |                    |                       |            |
| Rytter | Rytter             | Hold                  | Tid        |
| 1. | Jonathan Caicedo   | EF Pro Cycling        | 7t 27' 10" |
| 2. | Sergio Higuita     | EF Pro Cycling        | + 0"       |
| 3. | Daniel Martínez    | EF Pro Cycling        | + 0"       |
| 4. | Tejay van Garderen | EF Pro Cycling        | + 0"       |
| 5. | Sebastián Molano   | UAE Team Emirates     | + 40"      |
| 6. | Bert Van Lerberghe | Deceuninck-Quick Step | + 45"      |
| 7. | Jannik Steimle     | Deceuninck-Quick Step | + 45"      |
| 8. | Richard Carapaz    | Team Ineos            | + 46"      |
| 9. | Egan Bernal        | Team Ineos            | + 46"      |
| 10. | Jhonatan Narváez   | Team Ineos            | + 46"      |

### 4. etape
| Paipa - Santa Rosa de Viterbo | kuperet etape | (169 km) |

| \| Etaperesultat \| Etaperesultat \| Etaperesultat \| Etaperesultat \| Etaperesultat \| \| Rytter \| Rytter \| Hold \| Tid \| \| \| ------------- \| ------------------- \| --------------------------- \| ------------- \| ------------- \| \| 1. \| Sergio Higuita \| EF Pro Cycling \| 3t 58' 47" \| \| \| 2. \| Egan Bernal \| Team Ineos \| + 0" \| \| \| 3. \| Julian Alaphilippe \| Deceuninck-Quick Step \| + 1" \| \| \| 4. \| Daniel Martínez \| EF Pro Cycling \| + 2" \| \| \| 5. \| Torstein Træen \| Uno-X Norwegian Development \| + 2" \| \| \| 6. \| Richard Carapaz \| Team Ineos \| + 2" \| \| \| 7. \| Miguel Flórez López \| Androni Giocattoli-Sidermec \| + 2" \| \| \| 8. \| Jonathan Caicedo \| EF Pro Cycling \| + 4" \| \| \| 9. \| Esteban Chaves \| Colombia \| + 4" \| \| \| 10. \| Freddy Montaña \| EPM-Scott \| + 4" \| \| |                     |                             |            |
| |                     |                             |            |
| Kilde: ProCyclingStats |                     |                             |            |
| Etaperesultat |                     |                             |            |
| Rytter | Rytter              | Hold                        | Tid        |
| 1. | Sergio Higuita      | EF Pro Cycling              | 3t 58' 47" |
| 2. | Egan Bernal         | Team Ineos                  | + 0"       |
| 3. | Julian Alaphilippe  | Deceuninck-Quick Step       | + 1"       |
| 4. | Daniel Martínez     | EF Pro Cycling              | + 2"       |
| 5. | Torstein Træen      | Uno-X Norwegian Development | + 2"       |
| 6. | Richard Carapaz     | Team Ineos                  | + 2"       |
| 7. | Miguel Flórez López | Androni Giocattoli-Sidermec | + 2"       |
| 8. | Jonathan Caicedo    | EF Pro Cycling              | + 4"       |
| 9. | Esteban Chaves      | Colombia                    | + 4"       |
| 10. | Freddy Montaña      | EPM-Scott                   | + 4"       |

| \| Samlede stilling \| Samlede stilling \| Samlede stilling \| Samlede stilling \| Samlede stilling \| \| Rytter \| Rytter \| Hold \| Tid \| \| \| ---------------- \| ---------------- \| ----------------- \| ---------------- \| ---------------- \| \| 1. \| Sergio Higuita \| EF Pro Cycling \| 11t 25' 47" \| \| \| 2. \| Daniel Martínez \| EF Pro Cycling \| + 12" \| \| \| 3. \| Jonathan Caicedo \| EF Pro Cycling \| + 14" \| \| \| 4. \| Egan Bernal \| Team Ineos \| + 50" \| \| \| 5. \| Richard Carapaz \| Team Ineos \| + 58" \| \| \| 6. \| Freddy Montaña \| EPM-Scott \| + 1' 14" \| \| \| 7. \| Aldemar Reyes \| EPM-Scott \| + 1' 28" \| \| \| 8. \| Gavin Mannion \| Rally Cycling \| + 1' 30" \| \| \| 9. \| Sergio Henao \| UAE Team Emirates \| + 1' 31" \| \| \| 10. \| Diego Ochoa \| EPM-Scott \| + 1' 31" \| \| |                  |                   |             |
| |                  |                   |             |
| Kilde: ProCyclingStats |                  |                   |             |
| Samlede stilling |                  |                   |             |
| Rytter | Rytter           | Hold              | Tid         |
| 1. | Sergio Higuita   | EF Pro Cycling    | 11t 25' 47" |
| 2. | Daniel Martínez  | EF Pro Cycling    | + 12"       |
| 3. | Jonathan Caicedo | EF Pro Cycling    | + 14"       |
| 4. | Egan Bernal      | Team Ineos        | + 50"       |
| 5. | Richard Carapaz  | Team Ineos        | + 58"       |
| 6. | Freddy Montaña   | EPM-Scott         | + 1' 14"    |
| 7. | Aldemar Reyes    | EPM-Scott         | + 1' 28"    |
| 8. | Gavin Mannion    | Rally Cycling     | + 1' 30"    |
| 9. | Sergio Henao     | UAE Team Emirates | + 1' 31"    |
| 10. | Diego Ochoa      | EPM-Scott         | + 1' 31"    |

### 5. etape
| Paipa - Zipaquirá | middel bjergetape | (174,9 km) |

| \| Etaperesultat \| Etaperesultat \| Etaperesultat \| Etaperesultat \| Etaperesultat \| \| Rytter \| Rytter \| Hold \| Tid \| \| \| ------------- \| ---------------------- \| --------------------------- \| ------------- \| ------------- \| \| 1. \| Sebastián Molano \| UAE Team Emirates \| 4t 06' 00" \| \| \| 2. \| Álvaro Hodeg \| Deceuninck-Quick Step \| + 0" \| \| \| 3. \| Jhonatan Restrepo \| Androni Giocattoli-Sidermec \| + 0" \| \| \| 4. \| Travis McCabe \| Israel Start-Up Nation \| + 0" \| \| \| 5. \| Colin Joyce \| Rally Cycling \| + 0" \| \| \| 6. \| Juan Francisco Rosales \| Canel's Pro Cycling \| + 0" \| \| \| 7. \| Richard Carapaz \| Team Ineos \| + 0" \| \| \| 8. \| Edwin Ávila \| Israel Start-Up Nation \| + 0" \| \| \| 9. \| Lars Saugstad \| Uno-X Norwegian Development \| + 0" \| \| \| 10. \| Diego Ochoa \| EPM-Scott \| + 0" \| \| |                        |                             |            |
| |                        |                             |            |
| Kilde: ProCyclingStats |                        |                             |            |
| Etaperesultat |                        |                             |            |
| Rytter | Rytter                 | Hold                        | Tid        |
| 1. | Sebastián Molano       | UAE Team Emirates           | 4t 06' 00" |
| 2. | Álvaro Hodeg           | Deceuninck-Quick Step       | + 0"       |
| 3. | Jhonatan Restrepo      | Androni Giocattoli-Sidermec | + 0"       |
| 4. | Travis McCabe          | Israel Start-Up Nation      | + 0"       |
| 5. | Colin Joyce            | Rally Cycling               | + 0"       |
| 6. | Juan Francisco Rosales | Canel's Pro Cycling         | + 0"       |
| 7. | Richard Carapaz        | Team Ineos                  | + 0"       |
| 8. | Edwin Ávila            | Israel Start-Up Nation      | + 0"       |
| 9. | Lars Saugstad          | Uno-X Norwegian Development | + 0"       |
| 10. | Diego Ochoa            | EPM-Scott                   | + 0"       |

| \| Samlede stilling \| Samlede stilling \| Samlede stilling \| Samlede stilling \| Samlede stilling \| \| Rytter \| Rytter \| Hold \| Tid \| \| \| ---------------- \| ---------------- \| ----------------- \| ---------------- \| ---------------- \| \| 1. \| Sergio Higuita \| EF Pro Cycling \| 15t 31' 47" \| \| \| 2. \| Daniel Martínez \| EF Pro Cycling \| + 12" \| \| \| 3. \| Jonathan Caicedo \| EF Pro Cycling \| + 14" \| \| \| 4. \| Egan Bernal \| Team Ineos \| + 50" \| \| \| 5. \| Richard Carapaz \| Team Ineos \| + 58" \| \| \| 6. \| Freddy Montaña \| EPM-Scott \| + 1' 14" \| \| \| 7. \| Aldemar Reyes \| EPM-Scott \| + 1' 28" \| \| \| 8. \| Gavin Mannion \| Rally Cycling \| + 1' 30" \| \| \| 9. \| Sergio Henao \| UAE Team Emirates \| + 1' 31" \| \| \| 10. \| Diego Ochoa \| EPM-Scott \| + 1' 31" \| \| |                  |                   |             |
| |                  |                   |             |
| Kilde: ProCyclingStats |                  |                   |             |
| Samlede stilling |                  |                   |             |
| Rytter | Rytter           | Hold              | Tid         |
| 1. | Sergio Higuita   | EF Pro Cycling    | 15t 31' 47" |
| 2. | Daniel Martínez  | EF Pro Cycling    | + 12"       |
| 3. | Jonathan Caicedo | EF Pro Cycling    | + 14"       |
| 4. | Egan Bernal      | Team Ineos        | + 50"       |
| 5. | Richard Carapaz  | Team Ineos        | + 58"       |
| 6. | Freddy Montaña   | EPM-Scott         | + 1' 14"    |
| 7. | Aldemar Reyes    | EPM-Scott         | + 1' 28"    |
| 8. | Gavin Mannion    | Rally Cycling     | + 1' 30"    |
| 9. | Sergio Henao     | UAE Team Emirates | + 1' 31"    |
| 10. | Diego Ochoa      | EPM-Scott         | + 1' 31"    |

### 6. etape
| Zipaquirá - Alto El Verjón | bjergetape | (121,8 km) |

| \| Etaperesultat \| Etaperesultat \| Etaperesultat \| Etaperesultat \| Etaperesultat \| \| Rytter \| Rytter \| Hold \| Tid \| \| \| ------------- \| ------------------- \| ---------------------------------------- \| ------------- \| ------------- \| \| 1. \| Daniel Martínez \| EF Pro Cycling \| 4t 24' 09" \| \| \| 2. \| Sergio Higuita \| EF Pro Cycling \| + 1" \| \| \| 3. \| Egan Bernal \| Team Ineos \| + 3" \| \| \| 4. \| Miguel Flórez López \| Androni Giocattoli-Sidermec \| + 9" \| \| \| 5. \| Jonathan Caicedo \| EF Pro Cycling \| + 14" \| \| \| 6. \| Robinson Chalapud \| Medellín \| + 52" \| \| \| 7. \| Hernán Aguirre \| Colombia Tierra de Atletas-GW Bicicletas \| + 1' 08" \| \| \| 8. \| Diego Camargo \| Colombia Tierra de Atletas-GW Bicicletas \| + 1' 16" \| \| \| 9. \| Freddy Montaña \| EPM-Scott \| + 1' 16" \| \| \| 10. \| Esteban Chaves \| Colombia \| + 1' 16" \| \| |                     |                                          |            |
| |                     |                                          |            |
| Kilde: ProCyclingStats |                     |                                          |            |
| Etaperesultat |                     |                                          |            |
| Rytter | Rytter              | Hold                                     | Tid        |
| 1. | Daniel Martínez     | EF Pro Cycling                           | 4t 24' 09" |
| 2. | Sergio Higuita      | EF Pro Cycling                           | + 1"       |
| 3. | Egan Bernal         | Team Ineos                               | + 3"       |
| 4. | Miguel Flórez López | Androni Giocattoli-Sidermec              | + 9"       |
| 5. | Jonathan Caicedo    | EF Pro Cycling                           | + 14"      |
| 6. | Robinson Chalapud   | Medellín                                 | + 52"      |
| 7. | Hernán Aguirre      | Colombia Tierra de Atletas-GW Bicicletas | + 1' 08"   |
| 8. | Diego Camargo       | Colombia Tierra de Atletas-GW Bicicletas | + 1' 16"   |
| 9. | Freddy Montaña      | EPM-Scott                                | + 1' 16"   |
| 10. | Esteban Chaves      | Colombia                                 | + 1' 16"   |

## Resultater
| \| Samlede stilling \| Samlede stilling \| Samlede stilling \| Samlede stilling \| Samlede stilling \| \| Rytter \| Rytter \| Hold \| Tid \| \| \| ---------------- \| ------------------- \| ---------------------------------------- \| ---------------- \| ---------------- \| \| 1. \| Sergio Higuita \| EF Pro Cycling \| 19t 55' 01" \| \| \| 2. \| Daniel Martínez \| EF Pro Cycling \| + 7" \| \| \| 3. \| Jonathan Caicedo \| EF Pro Cycling \| + 33" \| \| \| 4. \| Egan Bernal \| Team Ineos \| + 54" \| \| \| 5. \| Miguel Flórez López \| Androni Giocattoli-Sidermec \| + 2' 00" \| \| \| 6. \| Freddy Montaña \| EPM-Scott \| + 2' 35" \| \| \| 7. \| Esteban Chaves \| Colombia \| + 3' 08" \| \| \| 8. \| Hernán Aguirre \| Colombia Tierra de Atletas-GW Bicicletas \| + 3' 14" \| \| \| 9. \| Torstein Træen \| Uno-X Norwegian Development \| + 3' 18" \| \| \| 10. \| Sergio Henao \| UAE Team Emirates \| + 3' 21" \| \| |                     |                                          |             |
| |                     |                                          |             |
| Kilde: ProCyclingStats |                     |                                          |             |
| Samlede stilling |                     |                                          |             |
| Rytter | Rytter              | Hold                                     | Tid         |
| 1. | Sergio Higuita      | EF Pro Cycling                           | 19t 55' 01" |
| 2. | Daniel Martínez     | EF Pro Cycling                           | + 7"        |
| 3. | Jonathan Caicedo    | EF Pro Cycling                           | + 33"       |
| 4. | Egan Bernal         | Team Ineos                               | + 54"       |
| 5. | Miguel Flórez López | Androni Giocattoli-Sidermec              | + 2' 00"    |
| 6. | Freddy Montaña      | EPM-Scott                                | + 2' 35"    |
| 7. | Esteban Chaves      | Colombia                                 | + 3' 08"    |
| 8. | Hernán Aguirre      | Colombia Tierra de Atletas-GW Bicicletas | + 3' 14"    |
| 9. | Torstein Træen      | Uno-X Norwegian Development              | + 3' 18"    |
| 10. | Sergio Henao        | UAE Team Emirates                        | + 3' 21"    |

| Samlede stilling | Samlede stilling    | Samlede stilling                         | Samlede stilling | Samlede stilling |
| Rytter           | Rytter              | Hold                                     | Tid              |                  |
| ---------------- | ------------------- | ---------------------------------------- | ---------------- | ---------------- |
| 1.               | Sergio Higuita      | EF Pro Cycling                           | 19t 55' 01"      |                  |
| 2.               | Daniel Martínez     | EF Pro Cycling                           | + 7"             |                  |
| 3.               | Jonathan Caicedo    | EF Pro Cycling                           | + 33"            |                  |
| 4.               | Egan Bernal         | Team Ineos                               | + 54"            |                  |
| 5.               | Miguel Flórez López | Androni Giocattoli-Sidermec              | + 2' 00"         |                  |
| 6.               | Freddy Montaña      | EPM-Scott                                | + 2' 35"         |                  |
| 7.               | Esteban Chaves      | Colombia                                 | + 3' 08"         |                  |
| 8.               | Hernán Aguirre      | Colombia Tierra de Atletas-GW Bicicletas | + 3' 14"         |                  |
| 9.               | Torstein Træen      | Uno-X Norwegian Development              | + 3' 18"         |                  |
| 10.              | Sergio Henao        | UAE Team Emirates                        | + 3' 21"         |                  |

| Pointkonkurrence | Pointkonkurrence    | Pointkonkurrence            | Pointkonkurrence | Pointkonkurrence |
| Rytter           | Rytter              | Hold                        | Point            |                  |
| ---------------- | ------------------- | --------------------------- | ---------------- | ---------------- |
| 1.               | Sebastián Molano    | UAE Team Emirates           | 45 point         |                  |
| 2.               | Álvaro Hodeg        | Deceuninck-Quick Step       | 34 point         |                  |
| 3.               | Sergio Higuita      | EF Pro Cycling              | 27 point         |                  |
| 4.               | Jhonatan Restrepo   | Androni Giocattoli-Sidermec | 25 point         |                  |
| 5.               | Daniel Martínez     | EF Pro Cycling              | 23 point         |                  |
| 6.               | Edwin Ávila         | Israel Start-Up Nation      | 23 point         |                  |
| 7.               | Egan Bernal         | Team Ineos                  | 22 point         |                  |
| 8.               | Byron Guamá         | Ecuador                     | 18 point         |                  |
| 9.               | Richard Carapaz     | Team Ineos                  | 14 point         |                  |
| 10.              | Miguel Flórez López | Androni Giocattoli-Sidermec | 13 point         |                  |

| Pointkonkurrence | Pointkonkurrence    | Pointkonkurrence            | Pointkonkurrence | Pointkonkurrence |
| Rytter           | Rytter              | Hold                        | Point            |                  |
| ---------------- | ------------------- | --------------------------- | ---------------- | ---------------- |
| 1.               | Sebastián Molano    | UAE Team Emirates           | 45 point         |                  |
| 2.               | Álvaro Hodeg        | Deceuninck-Quick Step       | 34 point         |                  |
| 3.               | Sergio Higuita      | EF Pro Cycling              | 27 point         |                  |
| 4.               | Jhonatan Restrepo   | Androni Giocattoli-Sidermec | 25 point         |                  |
| 5.               | Daniel Martínez     | EF Pro Cycling              | 23 point         |                  |
| 6.               | Edwin Ávila         | Israel Start-Up Nation      | 23 point         |                  |
| 7.               | Egan Bernal         | Team Ineos                  | 22 point         |                  |
| 8.               | Byron Guamá         | Ecuador                     | 18 point         |                  |
| 9.               | Richard Carapaz     | Team Ineos                  | 14 point         |                  |
| 10.              | Miguel Flórez López | Androni Giocattoli-Sidermec | 13 point         |                  |

| Bjergkonkurrence | Bjergkonkurrence    | Bjergkonkurrence                 | Bjergkonkurrence | Bjergkonkurrence |
| Rytter           | Rytter              | Hold                             | Point            |                  |
| ---------------- | ------------------- | -------------------------------- | ---------------- | ---------------- |
| 1.               | Fabio Duarte        | Medellín                         | 9 point          |                  |
| 2.               | Egan Bernal         | Team Ineos                       | 6 point          |                  |
| 3.               | Daniel Martínez     | EF Pro Cycling                   | 5 point          |                  |
| 4.               | Robinson Chalapud   | Medellín                         | 5 point          |                  |
| 5.               | Sergio Higuita      | EF Pro Cycling                   | 5 point          |                  |
| 6.               | Simon Pellaud       | Androni Giocattoli-Sidermec      | 4 point          |                  |
| 7.               | Walter Pedraza      | Equipo Continental Supergiros    | 3 point          |                  |
| 8.               | Miguel Flórez López | Androni Giocattoli-Sidermec      | 2 point          |                  |
| 9.               | Richard Carapaz     | Team Ineos                       | 2 point          |                  |
| 10.              | Edison Muñoz        | Equipo Continental Orgullo Paisa | 2 point          |                  |

| Bjergkonkurrence | Bjergkonkurrence    | Bjergkonkurrence                 | Bjergkonkurrence | Bjergkonkurrence |
| Rytter           | Rytter              | Hold                             | Point            |                  |
| ---------------- | ------------------- | -------------------------------- | ---------------- | ---------------- |
| 1.               | Fabio Duarte        | Medellín                         | 9 point          |                  |
| 2.               | Egan Bernal         | Team Ineos                       | 6 point          |                  |
| 3.               | Daniel Martínez     | EF Pro Cycling                   | 5 point          |                  |
| 4.               | Robinson Chalapud   | Medellín                         | 5 point          |                  |
| 5.               | Sergio Higuita      | EF Pro Cycling                   | 5 point          |                  |
| 6.               | Simon Pellaud       | Androni Giocattoli-Sidermec      | 4 point          |                  |
| 7.               | Walter Pedraza      | Equipo Continental Supergiros    | 3 point          |                  |
| 8.               | Miguel Flórez López | Androni Giocattoli-Sidermec      | 2 point          |                  |
| 9.               | Richard Carapaz     | Team Ineos                       | 2 point          |                  |
| 10.              | Edison Muñoz        | Equipo Continental Orgullo Paisa | 2 point          |                  |

| Sprintkonkurrence | Sprintkonkurrence | Sprintkonkurrence                        | Sprintkonkurrence | Sprintkonkurrence |
| Rytter            | Rytter            | Hold                                     | Point             |                   |
| ----------------- | ----------------- | ---------------------------------------- | ----------------- | ----------------- |
| 1.                | Byron Guamá       | Ecuador                                  | 18 point          |                   |
| 2.                | Brayan Sánchez    | Medellín                                 | 9 point           |                   |
| 3.                | Kristian Yustre   | Illuminate                               | 7 point           |                   |
| 4.                | Simon Pellaud     | Androni Giocattoli-Sidermec              | 7 point           |                   |
| 5.                | Óscar Sevilla     | Medellín                                 | 6 point           |                   |
| 6.                | Félix Barón       | Illuminate                               | 5 point           |                   |
| 7.                | Aldemar Reyes     | EPM-Scott                                | 3 point           |                   |
| 8.                | Johan Colón       | Equipo Continental Orgullo Paisa         | 3 point           |                   |
| 9.                | Juan Pablo Suárez | EPM-Scott                                | 3 point           |                   |
| 10.               | Omar Mendoza      | Colombia Tierra de Atletas-GW Bicicletas | 2 point           |                   |

| Sprintkonkurrence | Sprintkonkurrence | Sprintkonkurrence                        | Sprintkonkurrence | Sprintkonkurrence |
| Rytter            | Rytter            | Hold                                     | Point             |                   |
| ----------------- | ----------------- | ---------------------------------------- | ----------------- | ----------------- |
| 1.                | Byron Guamá       | Ecuador                                  | 18 point          |                   |
| 2.                | Brayan Sánchez    | Medellín                                 | 9 point           |                   |
| 3.                | Kristian Yustre   | Illuminate                               | 7 point           |                   |
| 4.                | Simon Pellaud     | Androni Giocattoli-Sidermec              | 7 point           |                   |
| 5.                | Óscar Sevilla     | Medellín                                 | 6 point           |                   |
| 6.                | Félix Barón       | Illuminate                               | 5 point           |                   |
| 7.                | Aldemar Reyes     | EPM-Scott                                | 3 point           |                   |
| 8.                | Johan Colón       | Equipo Continental Orgullo Paisa         | 3 point           |                   |
| 9.                | Juan Pablo Suárez | EPM-Scott                                | 3 point           |                   |
| 10.               | Omar Mendoza      | Colombia Tierra de Atletas-GW Bicicletas | 2 point           |                   |

| Ungdomskonkurrence | Ungdomskonkurrence    | Ungdomskonkurrence                       | Ungdomskonkurrence | Ungdomskonkurrence |
| Rytter             | Rytter                | Hold                                     | Tid                |                    |
| ------------------ | --------------------- | ---------------------------------------- | ------------------ | ------------------ |
| 1.                 | Sergio Higuita        | EF Pro Cycling                           | 19t 55' 51"        |                    |
| 2.                 | Daniel Martínez       | EF Pro Cycling                           | + 7"               |                    |
| 3.                 | Egan Bernal           | Team Ineos                               | + 54"              |                    |
| 4.                 | Miguel Flórez López   | Androni Giocattoli-Sidermec              | + 2' 00"           |                    |
| 5.                 | Hernán Aguirre        | Colombia Tierra de Atletas-GW Bicicletas | + 3' 14"           |                    |
| 6.                 | Torstein Træen        | Uno-X Norwegian Development              | + 3' 18"           |                    |
| 7.                 | Diego Camargo         | Colombia Tierra de Atletas-GW Bicicletas | + 3' 29"           |                    |
| 8.                 | Aldemar Reyes         | EPM-Scott                                | + 4' 18"           |                    |
| 9.                 | Andrés Camilo Ardila  | UAE Team Emirates                        | + 4' 37"           |                    |
| 10.                | Cristian Camilo Muñoz | UAE Team Emirates                        | + 4' 59"           |                    |

| Ungdomskonkurrence | Ungdomskonkurrence    | Ungdomskonkurrence                       | Ungdomskonkurrence | Ungdomskonkurrence |
| Rytter             | Rytter                | Hold                                     | Tid                |                    |
| ------------------ | --------------------- | ---------------------------------------- | ------------------ | ------------------ |
| 1.                 | Sergio Higuita        | EF Pro Cycling                           | 19t 55' 51"        |                    |
| 2.                 | Daniel Martínez       | EF Pro Cycling                           | + 7"               |                    |
| 3.                 | Egan Bernal           | Team Ineos                               | + 54"              |                    |
| 4.                 | Miguel Flórez López   | Androni Giocattoli-Sidermec              | + 2' 00"           |                    |
| 5.                 | Hernán Aguirre        | Colombia Tierra de Atletas-GW Bicicletas | + 3' 14"           |                    |
| 6.                 | Torstein Træen        | Uno-X Norwegian Development              | + 3' 18"           |                    |
| 7.                 | Diego Camargo         | Colombia Tierra de Atletas-GW Bicicletas | + 3' 29"           |                    |
| 8.                 | Aldemar Reyes         | EPM-Scott                                | + 4' 18"           |                    |
| 9.                 | Andrés Camilo Ardila  | UAE Team Emirates                        | + 4' 37"           |                    |
| 10.                | Cristian Camilo Muñoz | UAE Team Emirates                        | + 4' 59"           |                    |

| Holdkonkurrence | Holdkonkurrence                          | Holdkonkurrence | Holdkonkurrence |
| Hold            | Hold                                     | Tid             |                 |
| --------------- | ---------------------------------------- | --------------- | --------------- |
| 1.              | EF Pro Cycling                           | 59t 12' 37"     |                 |
| 2.              | UAE Team Emirates                        | + 6' 58"        |                 |
| 3.              | EPM-Scott                                | + 7' 47"        |                 |
| 4.              | Colombia Tierra de Atletas-GW Bicicletas | + 8' 36"        |                 |
| 5.              | Colombia                                 | + 10' 26"       |                 |
| 6.              | Ecuador                                  | + 13' 56"       |                 |
| 7.              | Medellín                                 | + 15' 40"       |                 |
| 8.              | Ineos                                    | + 15' 54"       |                 |
| 9.              | Israel Start-Up Nation                   | + 17' 17"       |                 |
| 10.             | Equipo Continental Orgullo Paisa         | + 21' 45"       |                 |

| Holdkonkurrence | Holdkonkurrence                          | Holdkonkurrence | Holdkonkurrence |
| Hold            | Hold                                     | Tid             |                 |
| --------------- | ---------------------------------------- | --------------- | --------------- |
| 1.              | EF Pro Cycling                           | 59t 12' 37"     |                 |
| 2.              | UAE Team Emirates                        | + 6' 58"        |                 |
| 3.              | EPM-Scott                                | + 7' 47"        |                 |
| 4.              | Colombia Tierra de Atletas-GW Bicicletas | + 8' 36"        |                 |
| 5.              | Colombia                                 | + 10' 26"       |                 |
| 6.              | Ecuador                                  | + 13' 56"       |                 |
| 7.              | Medellín                                 | + 15' 40"       |                 |
| 8.              | Ineos                                    | + 15' 54"       |                 |
| 9.              | Israel Start-Up Nation                   | + 17' 17"       |                 |
| 10.             | Equipo Continental Orgullo Paisa         | + 21' 45"       |                 |

## Startliste
| Team Ineos INS | Team Ineos INS         | Team Ineos INS |
| -------------- | ---------------------- | -------------- |
| Nr.            | Rytter                 | Placering      |
| 1              | Egan Bernal (COL)      | 4.             |
| 2              | Richard Carapaz (ECU)  | 30.            |
| 3              | Sebastián Henao (COL)  | DNS-6          |
| 4              | Jhonatan Narváez (ECU) | 59.            |
| 5              | Brandon Rivera (COL)   | 44.            |
| 6              | Leonardo Basso (ITA)   | DNF-3          |

| UAE Team Emirates UAD | UAE Team Emirates UAD       | UAE Team Emirates UAD |
| --------------------- | --------------------------- | --------------------- |
| Nr.                   | Rytter                      | Placering             |
| 11                    | Andrés Camilo Ardila (COL)  | 17.                   |
| 12                    | Fabio Aru (ITA)             | 12.                   |
| 13                    | Sergio Henao (COL)          | 10.                   |
| 14                    | Sebastián Molano (COL)      | 87.                   |
| 15                    | Cristian Camilo Muñoz (COL) | 18.                   |
| 16                    | Maximiliano Richeze (ARG)   | DNS-6                 |

| Deceuninck-Quick Step DQT | Deceuninck-Quick Step DQT | Deceuninck-Quick Step DQT |
| ------------------------- | ------------------------- | ------------------------- |
| Nr.                       | Rytter                    | Placering                 |
| 21                        | Julian Alaphilippe (FRA)  | 72.                       |
| 22                        | Álvaro Hodeg (COL)        | 114.                      |
| 23                        | Mikkel Honoré (DEN)       | 113.                      |
| 24                        | Bob Jungels (LUX)         | 66.                       |
| 25                        | Jannik Steimle (GER)      | 111.                      |
| 26                        | Bert Van Lerberghe (BEL)  | 109.                      |

| Movistar Team MOV | Movistar Team MOV       | Movistar Team MOV |
| ----------------- | ----------------------- | ----------------- |
| Nr.               | Rytter                  | Placering         |
| 31                | Juan Diego Alba (COL)   | 24.               |
| 32                | Carlos Betancur (COL)   | 92.               |
| 33                | Matteo Jorgenson (USA)  | 95.               |
| 34                | Einer Rubio (COL)       | 77.               |
| 35                | Eduardo Sepúlveda (ARG) | 64.               |
| 36                | Carlos Verona (ESP)     | 84.               |

| EF Pro Cycling EF1 | EF Pro Cycling EF1       | EF Pro Cycling EF1 |
| ------------------ | ------------------------ | ------------------ |
| Nr.                | Rytter                   | Placering          |
| 41                 | Rigoberto Urán (COL)     | 58.                |
| 42                 | Lawson Craddock (USA)    | 120.               |
| 43                 | Sergio Higuita (COL)     | 1.                 |
| 44                 | Daniel Martínez (COL)    | 2.                 |
| 45                 | Jonathan Caicedo (ECU)   | 3.                 |
| 46                 | Tejay van Garderen (USA) | 106.               |

| Israel Start-Up Nation ISN | Israel Start-Up Nation ISN | Israel Start-Up Nation ISN |
| -------------------------- | -------------------------- | -------------------------- |
| Nr.                        | Rytter                     | Placering                  |
| 51                         | Edwin Ávila (COL)          | 29.                        |
| 52                         | Matteo Badilatti (SUI)     | 13.                        |
| 53                         | Itamar Einhorn (ISR)       | DNF-5                      |
| 54                         | Travis McCabe (USA)        | 99.                        |
| 55                         | Patrick Schelling (SUI)    | 40.                        |
| 56                         | Daniel Turek (CZE)         | 79.                        |

| Androni Giocattoli-Sidermec ANS | Androni Giocattoli-Sidermec ANS | Androni Giocattoli-Sidermec ANS |
| ------------------------------- | ------------------------------- | ------------------------------- |
| Nr.                             | Rytter                          | Placering                       |
| 61                              | Miguel Flórez López (COL)       | 5.                              |
| 62                              | Daniel Muñoz (COL)              | 43.                             |
| 63                              | Simon Pellaud (SUI)             | 80.                             |
| 64                              | Jhonatan Restrepo (COL)         | 67.                             |
| 65                              | Josip Rumac (CRO)               | HD-6                            |
| 66                              | Matteo Spreafico (ITA)          | 86.                             |

| Vini Zabù-KTM THR | Vini Zabù-KTM THR       | Vini Zabù-KTM THR |
| ----------------- | ----------------------- | ----------------- |
| Nr.               | Rytter                  | Placering         |
| 71                | Etienne van Empel (NED) | 115.              |
| 72                | James Mitri (NZL)       | 131.              |
| 73                | Roberto González (PAN)  | 108.              |
| 74                | Matteo De Bonis (ITA)   | 127.              |
| 75                | Veljko Stojnić (SRB)    | 116.              |
| 76                | Umberto Marengo (ITA)   | 105.              |

| Team Novo Nordisk TNN | Team Novo Nordisk TNN  | Team Novo Nordisk TNN |
| --------------------- | ---------------------- | --------------------- |
| Nr.                   | Rytter                 | Placering             |
| 81                    | Oliver Behringer (SUI) | 129.                  |
| 82                    | Sam Brand (GBR)        | 119.                  |
| 83                    | Joonas Henttala (FIN)  | 122.                  |
| 84                    | David Lozano (ESP)     | 123.                  |
| 85                    | Andrea Peron (ITA)     | DNS-1                 |
| 86                    | Ulugbek Saidov (UZB)   | HD-3                  |

| Uno-X Norwegian Development UXT | Uno-X Norwegian Development UXT | Uno-X Norwegian Development UXT |
| ------------------------------- | ------------------------------- | ------------------------------- |
| Nr.                             | Rytter                          | Placering                       |
| 91                              | Torstein Træen (NOR)            | 9.                              |
| 92                              | Jonas Abrahamsen (NOR)          | 121.                            |
| 93                              | Lars Saugstad (NOR)             | 88.                             |
| 94                              | Martin Bugge Urianstad (NOR)    | DNF-3                           |
| 95                              | Idar Andersen (NOR)             | 41.                             |
| 96                              | Jonas Iversby Hvideberg (NOR)   | 91.                             |

| Rally Cycling RLY | Rally Cycling RLY     | Rally Cycling RLY |
| ----------------- | --------------------- | ----------------- |
| Nr.               | Rytter                | Placering         |
| 101               | Rob Britton (CAN)     | DNS-3             |
| 102               | Nathan Brown (USA)    | 74.               |
| 103               | Robin Carpenter (USA) | 102.              |
| 104               | Colin Joyce (USA)     | 96.               |
| 105               | Gavin Mannion (USA)   | 19.               |
| 106               | Kyle Murphy (USA)     | 35.               |

| Agrupación Virgen de Fátima-SaddleDrunk AVF | Agrupación Virgen de Fátima-SaddleDrunk AVF | Agrupación Virgen de Fátima-SaddleDrunk AVF |
| ------------------------------------------- | ------------------------------------------- | ------------------------------------------- |
| Nr.                                         | Rytter                                      | Placering                                   |
| 111                                         | Santiago Sánchez (ARG)                      | DNF-3                                       |
| 112                                         | Nicolás Naranjo (ARG)                       | DNF-3                                       |
| 113                                         | Leandro Velardez (ARG)                      | DNF-3                                       |
| 114                                         | Daniel Juárez (ARG)                         | HD-6                                        |
| 115                                         | Gabriel Juárez (ARG)                        | DNF-3                                       |
| 116                                         | Carlos Alberto Soto (ARG)                   | DNF-3                                       |

| Canel's Pro Cycling CAS | Canel's Pro Cycling CAS      | Canel's Pro Cycling CAS |
| ----------------------- | ---------------------------- | ----------------------- |
| Nr.                     | Rytter                       | Placering               |
| 121                     | Efrén Santos (MEX)           | 46.                     |
| 122                     | Santiago Ordóñez (COL)       | 52.                     |
| 123                     | Eduardo Corte (MEX)          | 73.                     |
| 124                     | Juan Francisco Rosales (MEX) | 48.                     |
| 125                     | Pablo Alarcón (CHI)          | 124.                    |
| 126                     | Jesús Morales Martínez (MEX) | 128.                    |

| Efapel EFP | Efapel EFP             | Efapel EFP |
| ---------- | ---------------------- | ---------- |
| Nr.        | Rytter                 | Placering  |
| 131        | Joni Brandão (POR)     | 103.       |
| 132        | António Carvalho (POR) | DNS-5      |
| 133        | César Fonte (POR)      | 65.        |
| 134        | Rafael Silva (POR)     | 97.        |
| 135        | Nicolás Sáenz (COL)    | 38.        |
| 136        | Gerard Armillas (ESP)  | 82.        |

| Illuminate ILU | Illuminate ILU           | Illuminate ILU |
| -------------- | ------------------------ | -------------- |
| Nr.            | Rytter                   | Placering      |
| 141            | Rodolfo Torres (COL)     | 39.            |
| 142            | Félix Barón (COL)        | 55.            |
| 143            | Kristian Yustre (COL)    | 68.            |
| 144            | Camilo Castiblanco (COL) | 69.            |
| 145            | Cameron Piper (USA)      | 117.           |
| 146            | Matthieu Jeannes (FRA)   | 47.            |

| Amore & Vita-Prodir AMO | Amore & Vita-Prodir AMO   | Amore & Vita-Prodir AMO |
| ----------------------- | ------------------------- | ----------------------- |
| Nr.                     | Rytter                    | Placering               |
| 151                     | Davide Appollonio (ITA)   | DQ-2                    |
| 152                     | Viesturs Lukševics (LAT)  | 54.                     |
| 153                     | Māris Bogdanovičs (LAT)   | 110.                    |
| 154                     | Riccardo Marchesini (ITA) | 104.                    |
| 155                     | Antonio Zullo (ITA)       | DNF-3                   |

| Medellín MED | Medellín MED              | Medellín MED |
| ------------ | ------------------------- | ------------ |
| Nr.          | Rytter                    | Placering    |
| 161          | Óscar Sevilla (ESP)       | 16.          |
| 162          | Fabio Duarte (COL)        | 63.          |
| 163          | Robinson Chalapud (COL)   | 51.          |
| 164          | Róbigzon Oyola (COL)      | 70.          |
| 165          | Brayan Sánchez (COL)      | 53.          |
| 166          | José Tito Hernández (COL) | 37.          |

| Colombia Tierra de Atletas-GW Bicicletas CTA | Colombia Tierra de Atletas-GW Bicicletas CTA | Colombia Tierra de Atletas-GW Bicicletas CTA |
| -------------------------------------------- | -------------------------------------------- | -------------------------------------------- |
| Nr.                                          | Rytter                                       | Placering                                    |
| 171                                          | Darwin Atapuma (COL)                         | 45.                                          |
| 172                                          | Hernán Aguirre (COL)                         | 8.                                           |
| 173                                          | Diego Camargo (COL)                          | 11.                                          |
| 174                                          | Jesús David Peña (COL)                       | 25.                                          |
| 175                                          | Omar Mendoza (COL)                           | 61.                                          |
| 176                                          | Óscar Quiroz (COL)                           | 90.                                          |

| EPM-Scott EPM | EPM-Scott EPM           | EPM-Scott EPM |
| ------------- | ----------------------- | ------------- |
| Nr.           | Rytter                  | Placering     |
| 181           | Alexander Gil (COL)     | 14.           |
| 182           | Aldemar Reyes (COL)     | 15.           |
| 183           | Juan Pablo Suárez (COL) | 78.           |
| 184           | Germán Chávez (COL)     | 23.           |
| 185           | Freddy Montaña (COL)    | 6.            |
| 186           | Diego Ochoa (COL)       | 28.           |

| Equipo Continental Orgullo Paisa EOP | Equipo Continental Orgullo Paisa EOP | Equipo Continental Orgullo Paisa EOP |
| ------------------------------------ | ------------------------------------ | ------------------------------------ |
| Nr.                                  | Rytter                               | Placering                            |
| 191                                  | Danny Osorio (COL)                   | 31.                                  |
| 192                                  | Frank Osorio (COL)                   | 56.                                  |
| 193                                  | Johan Colón (COL)                    | 101.                                 |
| 194                                  | Edison Muñoz (COL)                   | 93.                                  |
| 195                                  | Sebastián Castaño (COL)              | 94.                                  |
| 196                                  | Didier Chaparro (COL)                | 22.                                  |

| Equipo Continental Supergiros ECS | Equipo Continental Supergiros ECS | Equipo Continental Supergiros ECS |
| --------------------------------- | --------------------------------- | --------------------------------- |
| Nr.                               | Rytter                            | Placering                         |
| 201                               | Walter Pedraza (COL)              | 21.                               |
| 202                               | Edwin Carvajal (COL)              | 71.                               |
| 203                               | Bernardo Suaza (COL)              | 50.                               |
| 204                               | Bryan Gómez (COL)                 | DNF-3                             |
| 205                               | Rubén Acosta (COL)                | 36.                               |
| 206                               | Jordan Tabares (COL)              | 60.                               |

| Bardiani CSF Faizanè BCF | Bardiani CSF Faizanè BCF  | Bardiani CSF Faizanè BCF |
| ------------------------ | ------------------------- | ------------------------ |
| Nr.                      | Rytter                    | Placering                |
| 211                      | Marco Benfatto (ITA)      | DNF-4                    |
| 212                      | Nicolas Dalla Valle (ITA) | DNS-5                    |
| 213                      | Iuri Filosi (ITA)         | 83.                      |
| 214                      | Mirco Maestri (ITA)       | 81.                      |
| 215                      | Alessandro Tonelli (ITA)  | 100.                     |
| 216                      | Filippo Zaccanti (ITA)    | DNF-6                    |

| Colombia COL | Colombia COL      | Colombia COL |
| ------------ | ----------------- | ------------ |
| Nr.          | Rytter            | Placering    |
| 221          | Esteban Chaves    | 7.           |
| 222          | Santiago Buitrago | 49.          |
| 223          | Yecid Sierra      | 75.          |
| 224          | Heiner Parra      | 27.          |
| 225          | Brayan Chaves     | 85.          |
| 226          | Julián Molano     | 98.          |

| Brasilien BRA | Brasilien BRA              | Brasilien BRA |
| ------------- | -------------------------- | ------------- |
| Nr.           | Rytter                     | Placering     |
| 231           | Vitor Zucco Schizzi        | DNF-4         |
| 232           | Alessandro Guimarães       | DNF-5         |
| 233           | Vinicius Rangel Costa      | DNF-3         |
| 234           | Lauro Chaman               | DNF-5         |
| 235           | Marcos Nascimento Da Matta | 130.          |
| 236           | Renan Ladewig Quadri       | DNF-3         |

| Rusland RUS | Rusland RUS          | Rusland RUS |
| ----------- | -------------------- | ----------- |
| Nr.         | Rytter               | Placering   |
| 241         | Gleb Syritsa         | DNF-3       |
| 242         | Nikita Bersenev      | DNF-4       |
| 243         | Aleksandr Smirnov    | 125.        |
| 244         | Dmitry Mukhomediarov | 126.        |
| 245         | Lev Gonov            | 118.        |
| 246         | Ivan Smirnov         | 112.        |

| Ecuador ECU | Ecuador ECU               | Ecuador ECU |
| ----------- | ------------------------- | ----------- |
| Nr.         | Rytter                    | Placering   |
| 251         | Jorge Luis Montenegro     | 62.         |
| 252         | Segundo Navarrete         | 89.         |
| 253         | Richard Huera             | 20.         |
| 254         | Byron Guamá               | 33.         |
| 255         | Jymmi Santiago Montenegro | 26.         |
| 256         | Harold Martín López       | 32.         |

| Venezuela VEN | Venezuela VEN    | Venezuela VEN |
| ------------- | ---------------- | ------------- |
| Nr.           | Rytter           | Placering     |
| 261           | José Alarcón     | 34.           |
| 262           | Roniel Campos    | 57.           |
| 263           | Leonel Quintero  | DNF-5         |
| 264           | Anderson Paredes | 107.          |
| 265           | Yonathan Salinas | 76.           |
| 266           | José Rujano      | 42.           |

| Team Ineos INS | Team Ineos INS         | Team Ineos INS |
| -------------- | ---------------------- | -------------- |
| Nr.            | Rytter                 | Placering      |
| 1              | Egan Bernal (COL)      | 4.             |
| 2              | Richard Carapaz (ECU)  | 30.            |
| 3              | Sebastián Henao (COL)  | DNS-6          |
| 4              | Jhonatan Narváez (ECU) | 59.            |
| 5              | Brandon Rivera (COL)   | 44.            |
| 6              | Leonardo Basso (ITA)   | DNF-3          |

| UAE Team Emirates UAD | UAE Team Emirates UAD       | UAE Team Emirates UAD |
| --------------------- | --------------------------- | --------------------- |
| Nr.                   | Rytter                      | Placering             |
| 11                    | Andrés Camilo Ardila (COL)  | 17.                   |
| 12                    | Fabio Aru (ITA)             | 12.                   |
| 13                    | Sergio Henao (COL)          | 10.                   |
| 14                    | Sebastián Molano (COL)      | 87.                   |
| 15                    | Cristian Camilo Muñoz (COL) | 18.                   |
| 16                    | Maximiliano Richeze (ARG)   | DNS-6                 |

| Deceuninck-Quick Step DQT | Deceuninck-Quick Step DQT | Deceuninck-Quick Step DQT |
| ------------------------- | ------------------------- | ------------------------- |
| Nr.                       | Rytter                    | Placering                 |
| 21                        | Julian Alaphilippe (FRA)  | 72.                       |
| 22                        | Álvaro Hodeg (COL)        | 114.                      |
| 23                        | Mikkel Honoré (DEN)       | 113.                      |
| 24                        | Bob Jungels (LUX)         | 66.                       |
| 25                        | Jannik Steimle (GER)      | 111.                      |
| 26                        | Bert Van Lerberghe (BEL)  | 109.                      |

| Movistar Team MOV | Movistar Team MOV       | Movistar Team MOV |
| ----------------- | ----------------------- | ----------------- |
| Nr.               | Rytter                  | Placering         |
| 31                | Juan Diego Alba (COL)   | 24.               |
| 32                | Carlos Betancur (COL)   | 92.               |
| 33                | Matteo Jorgenson (USA)  | 95.               |
| 34                | Einer Rubio (COL)       | 77.               |
| 35                | Eduardo Sepúlveda (ARG) | 64.               |
| 36                | Carlos Verona (ESP)     | 84.               |

| EF Pro Cycling EF1 | EF Pro Cycling EF1       | EF Pro Cycling EF1 |
| ------------------ | ------------------------ | ------------------ |
| Nr.                | Rytter                   | Placering          |
| 41                 | Rigoberto Urán (COL)     | 58.                |
| 42                 | Lawson Craddock (USA)    | 120.               |
| 43                 | Sergio Higuita (COL)     | 1.                 |
| 44                 | Daniel Martínez (COL)    | 2.                 |
| 45                 | Jonathan Caicedo (ECU)   | 3.                 |
| 46                 | Tejay van Garderen (USA) | 106.               |

| Israel Start-Up Nation ISN | Israel Start-Up Nation ISN | Israel Start-Up Nation ISN |
| -------------------------- | -------------------------- | -------------------------- |
| Nr.                        | Rytter                     | Placering                  |
| 51                         | Edwin Ávila (COL)          | 29.                        |
| 52                         | Matteo Badilatti (SUI)     | 13.                        |
| 53                         | Itamar Einhorn (ISR)       | DNF-5                      |
| 54                         | Travis McCabe (USA)        | 99.                        |
| 55                         | Patrick Schelling (SUI)    | 40.                        |
| 56                         | Daniel Turek (CZE)         | 79.                        |

| Androni Giocattoli-Sidermec ANS | Androni Giocattoli-Sidermec ANS | Androni Giocattoli-Sidermec ANS |
| ------------------------------- | ------------------------------- | ------------------------------- |
| Nr.                             | Rytter                          | Placering                       |
| 61                              | Miguel Flórez López (COL)       | 5.                              |
| 62                              | Daniel Muñoz (COL)              | 43.                             |
| 63                              | Simon Pellaud (SUI)             | 80.                             |
| 64                              | Jhonatan Restrepo (COL)         | 67.                             |
| 65                              | Josip Rumac (CRO)               | HD-6                            |
| 66                              | Matteo Spreafico (ITA)          | 86.                             |

| Vini Zabù-KTM THR | Vini Zabù-KTM THR       | Vini Zabù-KTM THR |
| ----------------- | ----------------------- | ----------------- |
| Nr.               | Rytter                  | Placering         |
| 71                | Etienne van Empel (NED) | 115.              |
| 72                | James Mitri (NZL)       | 131.              |
| 73                | Roberto González (PAN)  | 108.              |
| 74                | Matteo De Bonis (ITA)   | 127.              |
| 75                | Veljko Stojnić (SRB)    | 116.              |
| 76                | Umberto Marengo (ITA)   | 105.              |

| Team Novo Nordisk TNN | Team Novo Nordisk TNN  | Team Novo Nordisk TNN |
| --------------------- | ---------------------- | --------------------- |
| Nr.                   | Rytter                 | Placering             |
| 81                    | Oliver Behringer (SUI) | 129.                  |
| 82                    | Sam Brand (GBR)        | 119.                  |
| 83                    | Joonas Henttala (FIN)  | 122.                  |
| 84                    | David Lozano (ESP)     | 123.                  |
| 85                    | Andrea Peron (ITA)     | DNS-1                 |
| 86                    | Ulugbek Saidov (UZB)   | HD-3                  |

| Uno-X Norwegian Development UXT | Uno-X Norwegian Development UXT | Uno-X Norwegian Development UXT |
| ------------------------------- | ------------------------------- | ------------------------------- |
| Nr.                             | Rytter                          | Placering                       |
| 91                              | Torstein Træen (NOR)            | 9.                              |
| 92                              | Jonas Abrahamsen (NOR)          | 121.                            |
| 93                              | Lars Saugstad (NOR)             | 88.                             |
| 94                              | Martin Bugge Urianstad (NOR)    | DNF-3                           |
| 95                              | Idar Andersen (NOR)             | 41.                             |
| 96                              | Jonas Iversby Hvideberg (NOR)   | 91.                             |

| Rally Cycling RLY | Rally Cycling RLY     | Rally Cycling RLY |
| ----------------- | --------------------- | ----------------- |
| Nr.               | Rytter                | Placering         |
| 101               | Rob Britton (CAN)     | DNS-3             |
| 102               | Nathan Brown (USA)    | 74.               |
| 103               | Robin Carpenter (USA) | 102.              |
| 104               | Colin Joyce (USA)     | 96.               |
| 105               | Gavin Mannion (USA)   | 19.               |
| 106               | Kyle Murphy (USA)     | 35.               |

| Agrupación Virgen de Fátima-SaddleDrunk AVF | Agrupación Virgen de Fátima-SaddleDrunk AVF | Agrupación Virgen de Fátima-SaddleDrunk AVF |
| ------------------------------------------- | ------------------------------------------- | ------------------------------------------- |
| Nr.                                         | Rytter                                      | Placering                                   |
| 111                                         | Santiago Sánchez (ARG)                      | DNF-3                                       |
| 112                                         | Nicolás Naranjo (ARG)                       | DNF-3                                       |
| 113                                         | Leandro Velardez (ARG)                      | DNF-3                                       |
| 114                                         | Daniel Juárez (ARG)                         | HD-6                                        |
| 115                                         | Gabriel Juárez (ARG)                        | DNF-3                                       |
| 116                                         | Carlos Alberto Soto (ARG)                   | DNF-3                                       |

| Canel's Pro Cycling CAS | Canel's Pro Cycling CAS      | Canel's Pro Cycling CAS |
| ----------------------- | ---------------------------- | ----------------------- |
| Nr.                     | Rytter                       | Placering               |
| 121                     | Efrén Santos (MEX)           | 46.                     |
| 122                     | Santiago Ordóñez (COL)       | 52.                     |
| 123                     | Eduardo Corte (MEX)          | 73.                     |
| 124                     | Juan Francisco Rosales (MEX) | 48.                     |
| 125                     | Pablo Alarcón (CHI)          | 124.                    |
| 126                     | Jesús Morales Martínez (MEX) | 128.                    |

| Efapel EFP | Efapel EFP             | Efapel EFP |
| ---------- | ---------------------- | ---------- |
| Nr.        | Rytter                 | Placering  |
| 131        | Joni Brandão (POR)     | 103.       |
| 132        | António Carvalho (POR) | DNS-5      |
| 133        | César Fonte (POR)      | 65.        |
| 134        | Rafael Silva (POR)     | 97.        |
| 135        | Nicolás Sáenz (COL)    | 38.        |
| 136        | Gerard Armillas (ESP)  | 82.        |

| Illuminate ILU | Illuminate ILU           | Illuminate ILU |
| -------------- | ------------------------ | -------------- |
| Nr.            | Rytter                   | Placering      |
| 141            | Rodolfo Torres (COL)     | 39.            |
| 142            | Félix Barón (COL)        | 55.            |
| 143            | Kristian Yustre (COL)    | 68.            |
| 144            | Camilo Castiblanco (COL) | 69.            |
| 145            | Cameron Piper (USA)      | 117.           |
| 146            | Matthieu Jeannes (FRA)   | 47.            |

| Amore & Vita-Prodir AMO | Amore & Vita-Prodir AMO   | Amore & Vita-Prodir AMO |
| ----------------------- | ------------------------- | ----------------------- |
| Nr.                     | Rytter                    | Placering               |
| 151                     | Davide Appollonio (ITA)   | DQ-2                    |
| 152                     | Viesturs Lukševics (LAT)  | 54.                     |
| 153                     | Māris Bogdanovičs (LAT)   | 110.                    |
| 154                     | Riccardo Marchesini (ITA) | 104.                    |
| 155                     | Antonio Zullo (ITA)       | DNF-3                   |

| Medellín MED | Medellín MED              | Medellín MED |
| ------------ | ------------------------- | ------------ |
| Nr.          | Rytter                    | Placering    |
| 161          | Óscar Sevilla (ESP)       | 16.          |
| 162          | Fabio Duarte (COL)        | 63.          |
| 163          | Robinson Chalapud (COL)   | 51.          |
| 164          | Róbigzon Oyola (COL)      | 70.          |
| 165          | Brayan Sánchez (COL)      | 53.          |
| 166          | José Tito Hernández (COL) | 37.          |

| Colombia Tierra de Atletas-GW Bicicletas CTA | Colombia Tierra de Atletas-GW Bicicletas CTA | Colombia Tierra de Atletas-GW Bicicletas CTA |
| -------------------------------------------- | -------------------------------------------- | -------------------------------------------- |
| Nr.                                          | Rytter                                       | Placering                                    |
| 171                                          | Darwin Atapuma (COL)                         | 45.                                          |
| 172                                          | Hernán Aguirre (COL)                         | 8.                                           |
| 173                                          | Diego Camargo (COL)                          | 11.                                          |
| 174                                          | Jesús David Peña (COL)                       | 25.                                          |
| 175                                          | Omar Mendoza (COL)                           | 61.                                          |
| 176                                          | Óscar Quiroz (COL)                           | 90.                                          |

| EPM-Scott EPM | EPM-Scott EPM           | EPM-Scott EPM |
| ------------- | ----------------------- | ------------- |
| Nr.           | Rytter                  | Placering     |
| 181           | Alexander Gil (COL)     | 14.           |
| 182           | Aldemar Reyes (COL)     | 15.           |
| 183           | Juan Pablo Suárez (COL) | 78.           |
| 184           | Germán Chávez (COL)     | 23.           |
| 185           | Freddy Montaña (COL)    | 6.            |
| 186           | Diego Ochoa (COL)       | 28.           |

| Equipo Continental Orgullo Paisa EOP | Equipo Continental Orgullo Paisa EOP | Equipo Continental Orgullo Paisa EOP |
| ------------------------------------ | ------------------------------------ | ------------------------------------ |
| Nr.                                  | Rytter                               | Placering                            |
| 191                                  | Danny Osorio (COL)                   | 31.                                  |
| 192                                  | Frank Osorio (COL)                   | 56.                                  |
| 193                                  | Johan Colón (COL)                    | 101.                                 |
| 194                                  | Edison Muñoz (COL)                   | 93.                                  |
| 195                                  | Sebastián Castaño (COL)              | 94.                                  |
| 196                                  | Didier Chaparro (COL)                | 22.                                  |

| Equipo Continental Supergiros ECS | Equipo Continental Supergiros ECS | Equipo Continental Supergiros ECS |
| --------------------------------- | --------------------------------- | --------------------------------- |
| Nr.                               | Rytter                            | Placering                         |
| 201                               | Walter Pedraza (COL)              | 21.                               |
| 202                               | Edwin Carvajal (COL)              | 71.                               |
| 203                               | Bernardo Suaza (COL)              | 50.                               |
| 204                               | Bryan Gómez (COL)                 | DNF-3                             |
| 205                               | Rubén Acosta (COL)                | 36.                               |
| 206                               | Jordan Tabares (COL)              | 60.                               |

| Bardiani CSF Faizanè BCF | Bardiani CSF Faizanè BCF  | Bardiani CSF Faizanè BCF |
| ------------------------ | ------------------------- | ------------------------ |
| Nr.                      | Rytter                    | Placering                |
| 211                      | Marco Benfatto (ITA)      | DNF-4                    |
| 212                      | Nicolas Dalla Valle (ITA) | DNS-5                    |
| 213                      | Iuri Filosi (ITA)         | 83.                      |
| 214                      | Mirco Maestri (ITA)       | 81.                      |
| 215                      | Alessandro Tonelli (ITA)  | 100.                     |
| 216                      | Filippo Zaccanti (ITA)    | DNF-6                    |

| Colombia COL | Colombia COL      | Colombia COL |
| ------------ | ----------------- | ------------ |
| Nr.          | Rytter            | Placering    |
| 221          | Esteban Chaves    | 7.           |
| 222          | Santiago Buitrago | 49.          |
| 223          | Yecid Sierra      | 75.          |
| 224          | Heiner Parra      | 27.          |
| 225          | Brayan Chaves     | 85.          |
| 226          | Julián Molano     | 98.          |

| Brasilien BRA | Brasilien BRA              | Brasilien BRA |
| ------------- | -------------------------- | ------------- |
| Nr.           | Rytter                     | Placering     |
| 231           | Vitor Zucco Schizzi        | DNF-4         |
| 232           | Alessandro Guimarães       | DNF-5         |
| 233           | Vinicius Rangel Costa      | DNF-3         |
| 234           | Lauro Chaman               | DNF-5         |
| 235           | Marcos Nascimento Da Matta | 130.          |
| 236           | Renan Ladewig Quadri       | DNF-3         |

| Rusland RUS | Rusland RUS          | Rusland RUS |
| ----------- | -------------------- | ----------- |
| Nr.         | Rytter               | Placering   |
| 241         | Gleb Syritsa         | DNF-3       |
| 242         | Nikita Bersenev      | DNF-4       |
| 243         | Aleksandr Smirnov    | 125.        |
| 244         | Dmitry Mukhomediarov | 126.        |
| 245         | Lev Gonov            | 118.        |
| 246         | Ivan Smirnov         | 112.        |

| Ecuador ECU | Ecuador ECU               | Ecuador ECU |
| ----------- | ------------------------- | ----------- |
| Nr.         | Rytter                    | Placering   |
| 251         | Jorge Luis Montenegro     | 62.         |
| 252         | Segundo Navarrete         | 89.         |
| 253         | Richard Huera             | 20.         |
| 254         | Byron Guamá               | 33.         |
| 255         | Jymmi Santiago Montenegro | 26.         |
| 256         | Harold Martín López       | 32.         |

| Venezuela VEN | Venezuela VEN    | Venezuela VEN |
| ------------- | ---------------- | ------------- |
| Nr.           | Rytter           | Placering     |
| 261           | José Alarcón     | 34.           |
| 262           | Roniel Campos    | 57.           |
| 263           | Leonel Quintero  | DNF-5         |
| 264           | Anderson Paredes | 107.          |
| 265           | Yonathan Salinas | 76.           |
| 266           | José Rujano      | 42.           |